# 新塞利謝 (扎波羅熱州)
48°1′39″N 35°1′7″E / 48.02750°N 35.01861°E
新塞利謝（烏克蘭語：Новоселище）是位於烏克蘭東南部的村莊，由扎波羅熱州扎波羅熱区的希羅凱市鎮負責管轄。該村始建於1929年，面積2.93平方公里，海拔高度118米，2001年人口88，人口密度每平方公里30人。